# Lambrecht (Pfalz) (stacja kolejowa)
Lambrecht (Pfalz) (niem: Bahnhof Lambrecht (Pfalz)) – stacja kolejowa w Lambrecht (Pfalz), w regionie Nadrenia-Palatynat, w Niemczech. Stacja znajduje się w obszarze sieci Verkehrsverbundes Rhein-Neckar (VRN) i jest częścią strefy taryfowej 121.
Leży na linii kolejowej Mannheim – Saarbrücken. Została otwarta w dniu 25 sierpnia 1849.
Według klasyfikacji Deutsche Bahn, stacja posiada kategorię 3. 

## Linie kolejowe
- Mannheim – Saarbrücken
- Kuckucksbähnel